# Petasus atavus
Petasus atavus is een hydroïdpoliep uit de familie Petasidae. De poliep komt uit het geslacht Petasus. Petasus atavus werd in 1879 voor het eerst wetenschappelijk beschreven door Haeckel. 